# Belloy-en-Santerre
Belloy-en-Santerre (picardisch: Bello-in-Santérre) ist eine nordfranzösische Gemeinde mit 151 Einwohnern (Stand 1. Januar 2022) im Département Somme in der Region Hauts-de-France. Die Gemeinde gehört zum Kanton Ham und ist Teil der Communauté de communes Terre de Picardie.

## Geographie
Die Gemeinde liegt rund neun Kilometer nordnordöstlich von Chaulnes und wird westlich von der Autoroute A1, zu der ein Anschluss besteht, und im Süden von der Départementsstraße D1029 (Teil des Systems der Chaussée Brunehaut) begrenzt.

## Geschichte
Die Gemeinde erhielt als Auszeichnung das Croix de guerre 1914–1918.

## Einwohner
| 1962 | 1968 | 1975 | 1982 | 1990 | 1999 | 2006 | 2010 |
| ---- | ---- | ---- | ---- | ---- | ---- | ---- | ---- |
| 182  | 159  | 172  | 169  | 162  | 167  | 179  | 166  |

## Verwaltung
Bürgermeister (maire) ist seit 2001 Bernard Lictevout.

## Persönlichkeiten
- Alan Seeger (1888–1916), gefallen in Belloy in der Schlacht an der Somme